# Johann Georg Wenzel Casparides

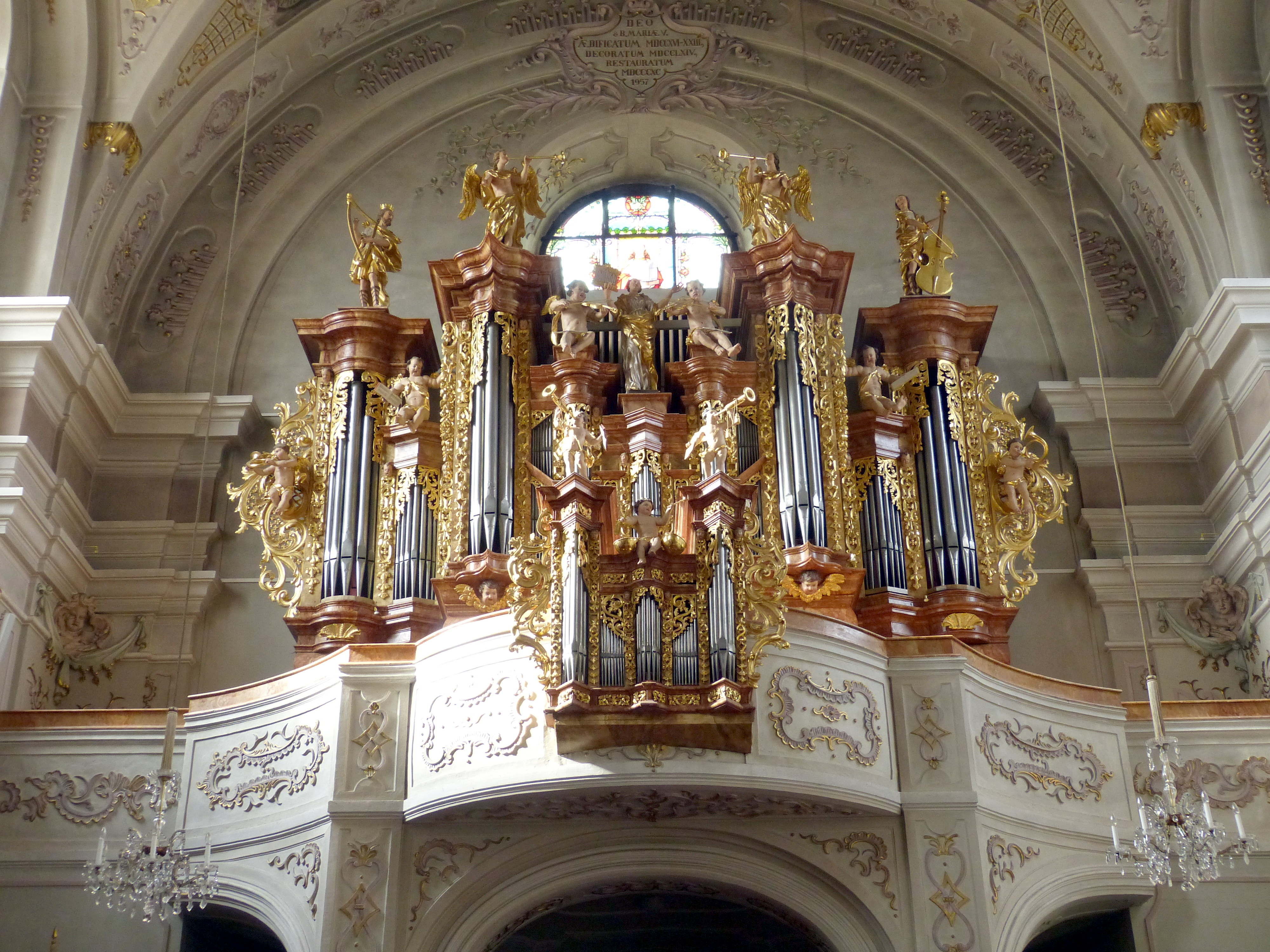
Orgel in der Pfarrkirche Waidhofen/Thaya (Gehäuse erhalten)

Johann Georg Wenzel Casparides (* ca. 1670 in Tischnowitz (tschechisch: Tišnov) oder Kremsier (tschechisch: Kroměříž); † 16. Dezember 1735 in Pulkau, Niederösterreich) war ein mährisch-österreichischer Orgelbauer.

## Leben
Johann Georg Wenzel Casparides heiratete am 21. April 1716 in Pulkau/NÖ. Er begründete dort seine Orgelbauwerkstätte. Die von ihm gefertigten Metallpfeifen weisen einen aufwändigen ornamentalen Schmuck auf. Sein Halbbruder Ignaz Jakob Florian Casparides (1700–1773) unterhielt im nahegelegenen Znaim eine eigene Orgelbauwerkstätte.

## Werke
| Jahr | Ort                    | Gebäude                            | Bild | Manuale | Register | Bemerkungen                                                    |
| ---- | ---------------------- | ---------------------------------- | ---- | ------- | -------- | -------------------------------------------------------------- |
| 1711 | Kirchberg am Walde     | Pfarrkirche Kirchberg am Walde     |      | I/P     | 8        | nur Orgelgehäuse erhalten, Orgel aus 1975 von Gregor Hradetzky |
| 1718 | Nonndorf an der Wild   | Pfarrkirche Nondorf an der Wild    |      | I/P     | 7        |                                                                |
| 1724 | Waidhofen an der Thaya | Pfarrkirche Waidhofen an der Thaya |      | II/P    | 24       | nur Orgelgehäuse erhalten                                      |